# Jean-Baptiste Éblé
Jean-Baptiste Éblé (21 decembrie 1758 - 31 decembrie 1812), conte post-mortem al Imperiului a fost un general francez al perioadei revoluționare și imperiale, remarcabil comadant de pontonieri și geniu, creditat cu salvarea rămășițelor armatei franceze la Berezina.
1. ↑  Jean-Baptiste Éblé, Autoritatea BnF
2. ↑  „Jean-Baptiste Éblé”, Gemeinsame Normdatei, accesat în 1 ianuarie 2015
3. ↑  Deux siècles d'histoire au Père Lachaise[*], p. 313 Verificați valoarea |titlelink= (ajutor)